# Saturn Stadium
O Saturn Stadium é um estádio de futebol localizado na cidade de Ramenskoie, na Rússia.
Inaugurado em 1999, o estádio tem capacidade para 16.800 torcedores e é utilizado pelo clube de futebol Saturn.

## Ligações Externas
- Worldstadiums.com
- official site of FC Saturn - Information